# 浜井浩一
浜井 浩一（はまい こういち、1960年5月 - ）は、日本の法学者、元法務官僚。龍谷大学教授。専門は、刑事政策、犯罪学、統計学、犯罪心理学。

## 来歴
愛知県出身。1979年鳥取県立米子西高等学校卒業、早稲田大学教育学部卒業。大学での専攻は教育心理学。
国家公務員採用上級甲種試験（心理職）に合格し、1984年卒業後は法務省に入省。矯正機関や保護観察所で勤務。法務総合研究所の研究官や国連犯罪司法研究所の研究員も務め、法務総合研究所に勤務していた際には犯罪白書の執筆にも携わった。
海外での活動経験も豊富であり、海外の犯罪の現状や刑事政策にも通暁している。龍谷大学大学院法務研究科教授。

## 活動
日本の刑事政策や犯罪者の矯正や更生についての発言や研究が多い。浜井は2006年に刊行した『犯罪統計入門～犯罪を科学する方法～』（日本評論社）において犯罪統計の海外との比較や綿密な分析を行い、巷間に流布する「治安悪化」や「凶悪犯罪の急増」という考えが誤りであることを主張、注目を浴びた。
同様の主旨の発言は桐蔭横浜大学法学部の教授である法学者の河合幹雄（専門は法社会学）も「安全神話崩壊のパラドックス治安の～法社会学～」（岩波書店)でも指摘している。

## 人物
- 「法学セミナー」（日本評論社）に隔月で「刑務所の風景」というコラムを連載している。
- 趣味はワインの収集である。しかし、本人はお酒は飲めず、鑑賞するだけである。

## 著書
- 『犯罪統計入門-犯罪を科学する方法-』（日本評論社、2006年）
- 『刑務所の風景-社会を見つめる刑務所モノグラフ』（日本評論社、2006年）
- 『犯罪不安社会-誰もが「不審者」?』（光文社、2006年）芹沢一也との共著
- 『グローバル化する厳罰化とポピュリズム』（現代人文社、2009年）日本犯罪社会学会との共著
- 『家族内殺人』（洋泉社、2009年）
- 『2円で刑務所、5億で執行猶予』（光文社、2009年10月20日）
- 『罪を犯した人を排除しないイタリアの挑戦』（現代人文社、2013年１月30日）